# Cantó de Santa Sigolena
El cantó de Santa Sigolena és un cantó francès del departament de l'Alt Loira, situat al districte de Sinjau. Té 3 municipis i el cap és Santa Sigolena.

## Municipis
- Saint-Pal-de-Mons
- Santa Sigolena
- Les Villettes

## Història
| Data d'elecció                           | Identitat     | Partit                    | Qualitat |
| ---------------------------------------- | ------------- | ------------------------- | -------- |
| 1985-1992                                | Jean Salque   | UDF-CDS                   |          |
| 1992-2008                                | Michel Januel | Divers droite             |          |
| 2008-                                    | Yves Braye    | Divers droite, després NC |          |
| les dades anteriors no són pas conegudes |               |                           |          |
|                                          |               |                           |          |